# والتر بلایت
والتر كاتبرت بلایت (به انگلیسی: Walter cuthbert Blythe) یک شخصیت داستانی در مجموعه آن در گرین گیبلز نوشتهٔ لوسی ماد مونتگومری. او دومین پسر و سومين فرزند آنی شرلی و گیلبرت بلایت است. او در سه رمان آن در اینگل‌ساید، دره رنگین‌کمان ، ریلا در اینگل‌ساید و جاده اي به گذشته جاده اي به گذشته حضور دارد.
والتر پسری خیال پرداز و حساس است که موهای مشکی و چشمان فوق العادهٔ خاکستری دارد. والتر در جنگ جهانی اول کشته شد.
بخشی از اشعار او را میتوان در کتاب the blythes are quoted یافت.
خانواده:
مادر:آنی شرلی
پدر:گیلبرت بلایت
برادرها:جیمز میتو بلایت (جم بایت) و شرلی بلایت
خواهرها:جويس بلايت،آنی بلایت (نن بلایت)، داینا بلایت (دای بلایت) و برتا ماریلا بلایت (ریلا بلایت)
ملیت:کانادایی
محل زندگی:کانادا،جزیره پرنس ادوارد،روستای گلن سنت مری
سال تولد:1893  30 دسامبر
درگذشت: ۵ اوت1916،نبرد سم ، کورسلت فرانسه
آثار شناخته شده: the piper, the piper in rainbow valley
قد:1.89 متر